# Enzo Ruiz
Enzo Ruiz (20 de junio de 1989, Rosario, Argentina) es un futbolista argentino que se desempeña en Floriana FC de la Primera División de Malta.

## Carrera
Nació en Rosario, donde hizo inferiores en Central Córdoba de esa ciudad. Luego pasó a las inferiores de Boca y llegó a la Primera División para debutar en primera. Su debut se produjo el día 6 de noviembre de 2010 cuando su club perdió 2 a 0 con Argentinos Juniors en condición de local. Empezó a tener más rodaje en la copa argentina. En julio de 2012 se transformó en el nuevo refuerzo del club chileno "Unión Española", cedido por Boca Juniors por una temporada. Luego pasa en calidad de cedido a Gimnasia y Esgrima de Jujuy, Temperley  e Independiente Rivadavia de Mendoza. Desde junio de 2016 juega para el Floriana FC de Malta, donde marcó uno de los goles en la victoria de su equipo por 2 a 0 frente a Sliema en la final de la FA Trophy.

## Clubes
| Club                                  | País      | Año           | PJ  | Goles |
| ------------------------------------- | --------- | ------------- | --- | ----- |
| Boca Juniors                          | Argentina | 2009 - 2012   | 10  | 0     |
| Unión Española (cedido)               | Chile     | 2012 - 2013   | 21  | 1     |
| Douglas Haig (cedido)                 | Argentina | 2013          | 24  | 1     |
| Temperley                             | Argentina | 2014-2016     | 5   | 0     |
| Club Sportivo Independiente Rivadavia | Argentina | 2016          | 9   | 0     |
| Floriana FC                           | Malta     | 2016-presente | 129 | 8     |

## Palmarés

### Campeonatos nacionales
| Título           | Equipo         | País      | Año     |
| ---------------- | -------------- | --------- | ------- |
| Copa Argentina   | Boca Juniors   | Argentina | 2011-12 |
| Primera División | Unión Española | Chile     | 2013-T  |
| FA Trophy        | Floriana       | Malta     | 2016-17 |